# Det Hvide Palæ
Det Hvide Palæ er folkenavnet på den gamle driftslederbygning for Randbøl Klædefabrik (tidl. Engelsholm Papirfabrik). Poul Heinrich Julius Walther fra Flensborg, der var driftsleder og senere ejer af klædefabrikken, opførte Det Hvide Palæ i 1839. Arkitekt: Christian Frederik Hansen. Bygningen ligger på Dalekildevej 2 i Randbøldal i mellem Billund og Vejle i Vejle Kommune.

## Historien bag

### En fabrik blev opført
Gerhard de Lichtenberg, der var en velhavende og anerkendt købmand fra Horsens, opførte i 1732 den første fabrik i Randbøldal. Gerhard de Lichtenberg var ejer af Engelsholm Slot (gods) og flere store godser og gårde i Vejle-Horsens-området. Fabrikken blev opført til produktion af papir og drevet af et mindre antal familier, som de Lichtenberg hentede ind fra Tyskland og Holland. Familierne blev bosat på den store fabrik. Da åen igennem Vejle Ådal har et stor fald på en relativt kort afstand, var det oplagt at udnytte vandkraften til produktion. Det sørgede to underfaldshjul for. Før fabrikken blev opført var området øde, men nu levede arbejderfamilierne af forsyninger fra en avlsgård, der var blevet anlagt på toppen af bakken ved fabrikken. Jyllands første industri dermed var anlagt. Avlsgården beskrives som en to-længes gård og har sandsynligvis ligget hvor Det Hvide Palæ ligger i dag. I 1806, står det beskrevet at avlsgården bygges om og får 4 længer, som i 1837-1839 ændres til de bygninger, der står tilbage i dag. Da Gerhard de Lichtenberg døde solgte hans enke Bodil Hoffmann fabrikken til Schmidt-Walther-familien i 1784. Schmidt-Walther-familien, der var købmænd fra Flensborg, drev flere papirfabrikker. Ejerne var aldrig selv bosat på eller ved fabrikken, men blev drevet af driftsledere og fabriksbestyrere.

### Branden
Poul Heinrich Julius Walther blev driftsleder på fabrikken og i 1841 købte han fabrikken. Han opførte Det Hvide Palæ ovenpå den gamle avlsgård. P.H.J Walther havde knapt overtaget ejerskabet, da fabrikken gik i brand den 20. marts 1846. P.H.J Walther var ikke sådan at slå ud, og kort efter branden søgte han om bevilling til at drive tøjfabrik. 30. marts 1847 kom bevillingen i hus. Åen blev opdæmmet og vandkraften forøget ved at indføre overfaldshjul møllen. Vævesvende, indkaldt fra Sachsen, overtog de gamle papirmageres arbejdsboliger og sammen med lokale kvinder og mænd kunne tekstiler nu produceres. Fabrikken havde næsten 50 ansatte, da det var på sit højeste i midten af 1850'erne, men konkurrence fra udlandet fik efterspørgslen  til at falde og i 1864 opgav P.H.J. Walther produktionen og solgte fabrikken til hans bror Heinrich Rudolph Walther fra Flensborg.

### Randbøldal Klædefabrik
Den københavnske handelsmatador og tekstilgrosserer Jens Ludvig Tønnes Grøn køber i 1871 fabrikken af H.R. Walther og gør meget for at få en sund forretning ud af fabrikken. J.L.T Grøn kommer ud af Det Grønske Fideikommis, der havde stor indflydelse på skovdriften i området, han havde derfor allerede økonomisk interesse i fabrikken. Grøn ansætter en direktør og en bestyrer, der får hver deres lejlighed i Det Hvide Palæs stueetage. Førstesalen er indrettet til Grøn selv og sin familie, når denne var på besøg. Nedenstående er et brev fra den 9. marts 1894 fortæller om et besøg. Grøn skriver til fabriksbestyrer Hr. Barfoed Møller:
”I Henhold til sidste Meddelelse til Fabrikken af 7/ds vil det blive nødvendigt at opsætte min afrejse herfra til Tirsdag Morgen + beder jeg Dem lade Forpagteren møde med den lukkede Vogn på Veile Station ved Togets Ankomst Tirsdag Eftermiddag. Jeg ledsages af min Tjener. Vil De lade mit soveværelse opvarme Dagen forinden + godt udlufte ligesom jeg håber, at Deres Frue vil være så venlig at sørge for, at jeg som sædvanlig kan få The + lidt at spise ved Ankomsten til Fabrikken. Fodpose bedes lagt i Vognen.” 
Den Grønske familie holdt til på førstesalen i Det Hvide Palæ indtil 1974.

## Bygningen

### Det nye stuehus
Det Hvide Palæ er opført i mondæn klassicistisk stil højt på en bakke, med udsigt over den opdæmmede sø og klædefabrikken - før denne blev revet ned. De to sidelænger er istandsatte fra den ældre avlsgård, mens det nuværende stuehus er placeret ovenpå et nedrevet stuehus fra samme avlsgård. Sidelængerne fik i samme omgang skiftet taget fra strå til røde teglsten. En fjerde længe blevet revet ned omkring samme tid som opførelsen af hovedhuset, og blev i starten af 1900-tallet erstattet af en mindre svinestald bygget i kampesten, der ikke lukker gårdspladsen inde, som en fjerde længe.   
Hovedbygningen er opført med en grundmur på 17 fag, 20 alen dyb, blå tagsten. Senere blev taget skiftet ud med et rødt tegltag, som på længerne, for til sidst at blive udskiftet med et sort tegltag - seneste tag er fra år 2000. Bygningen består af to etager med stort uudnyttet loft og ½ kælder, idet palæet er bygget ind i skrænten. 
Kælderen udgjorde beboelse for tjenestefolkene. I kælderen fandtes også de to køkkener, der vha. en mad-elevator kunne forsyne begge etager med mad. Oprindeligt var hovedbygningen opført med to skorstene, men af æstetiske årsager blev en tredje påsat, uden tilladelse, på et tidspunkt i perioden 1917-1940 (årstal indsnævret ud fra billeder og andet materiale).
Sidelængerne er ombygget over flere omgange og de seneste gange har sidelængen mod nord, der vender ud mod søen, været lavet om til beboelse. Det samme gælder kampestensstalden for enden af gårdspladsen, der i 1977 også blev ombygget til beboelse. Den sydlige længe har fungeret som opbevaringsplads til vogne og brændsel. Samme længe har indbygget vognport, så man kører direkte ind på gårdspladsen via den korte indkørsel fra Dalekildevej. 
Navnet kommer formentligt af at både de to sidelænger samt stuehuset er hvidkalkede, hvilket sammen med den voluminøse arkitektur og den fornemme placering på toppen af bakken, udgør en herskabelig kontrast til de omkringliggende arbejderboliger.

### Det Hvide Palæ i nyere tid
Det Hvide Palæ står stadig som en markant bygning i landskabet i dag, dog hærget af mange års manglende vedligehold. Bygningen blev fredet i 1970 og den nuværende ejer overtog bygningen i 1976. I sidelængen mod syd findes der stadig tre lejligheder, indrettet til beboelse. Stuehuset er stærkt angrebet af ægte hussvamp og generel mislighold, som sammen med fredningen sætter en stopper for videre udvikling af det historiske byggeri. Af samme årsag har stuehuset  ikke været beboet siden 1999. Lokale kræfter har forgæves forsøgt at overtale Vejle Kommune og forskellige fonde til at restaurere bygningen til forskellige formål. Seneste forsøg var som hovedkontor for Naturstyrelsen's nye ansatte i Randbøl i forbindelse med udflytningen af flere statslige arbejdspladser i oktober 2015.
Ejendommen blev solgt på tvangsauktion i 2016 og en større oprydning samt gennemrenovering er påbegyndt med henblik på at bringe ejendommen tilbage til dens storhedstid. 